# Campeonato Mundial de Ajedrez de la Juventud

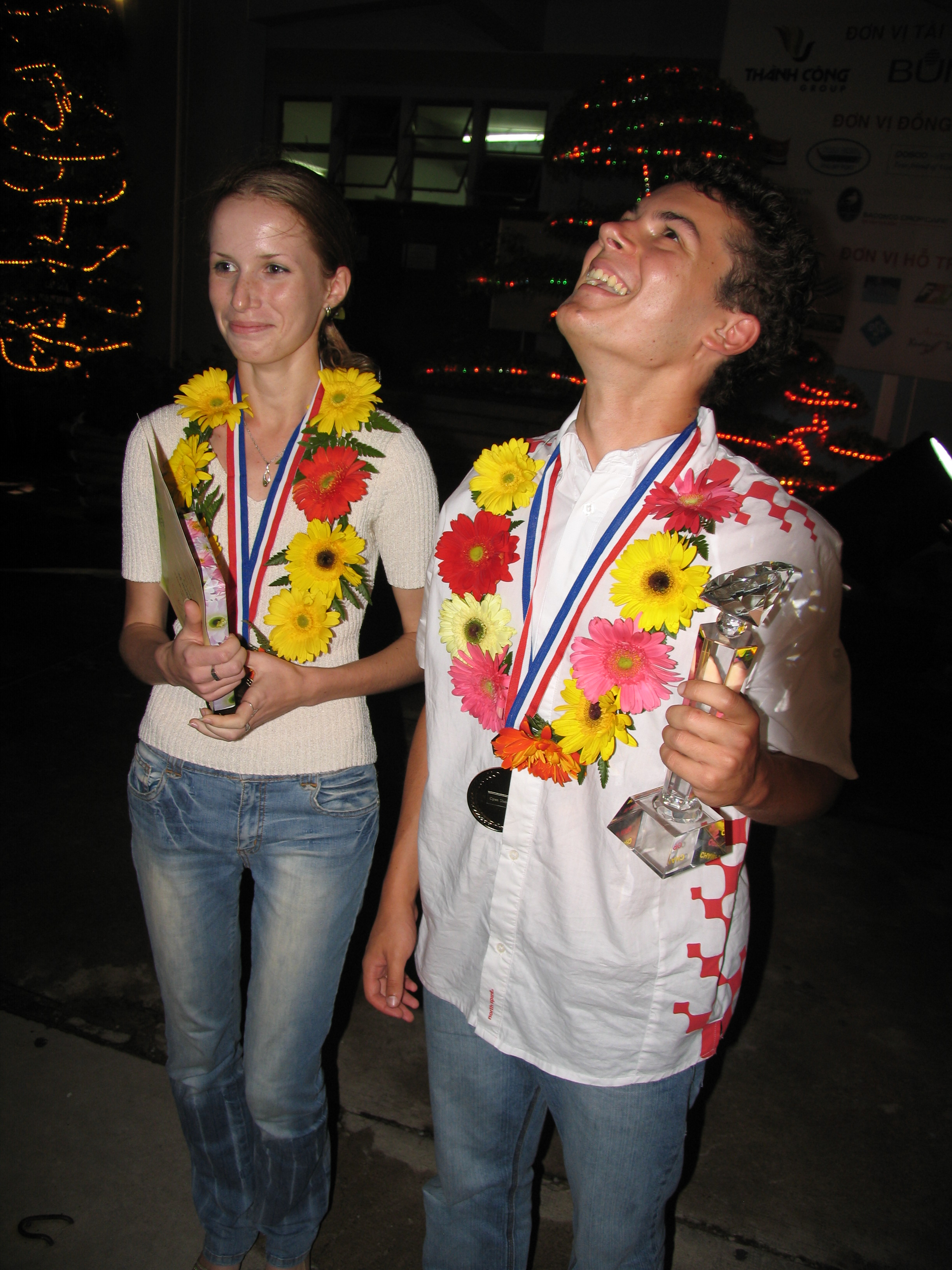
Valentina Golubenko y Ivan Šarić ganadores sub-18 en 2008.

El Campeonato Mundial de Ajedrez de la Juventud es una competición mundial de ajedrez organizada por la FIDE para niños y niñas menores de 8, 10, 12, 14, 16 y 18 años. Cada año se coronan doce campeones del mundo. Desde 2015, el evento se divide en "Campeonato Mundial de Ajedrez Cadetes" (categorías U8, U10 y U12) y "Campeonato Mundial de Ajedrez de la Juventud" (categorías U14, U16 y U18).

## Ganadores U18
| Año  | Ubicación                       | Chicos                                   | Chicas                           |
| ---- | ------------------------------- | ---------------------------------------- | -------------------------------- |
| 1987 | San Juan (Puerto Rico)          | Gustavo Hernández (República Dominicana) | Hulda Figueroa (Puerto Rico)     |
| 1988 | Aguadilla (Puerto Rico)         | Michael Hennigan (Reino Unido)           | Amelia Hernández (Venezuela)     |
| 1989 | Aguadilla (Puerto Rico)         | Vladimir Akopian (Unión Soviética)       | Katrin Aladjova (Bulgaria)       |
| 1990 | Singapore (Singapur)            | Sergei Tiviakov (Unión Soviética)        | Elena-Luminița Cosma (Rumania)   |
| 1991 | Guarapuava (Brasil)             | Vladimir Kramnik (Unión Soviética)       | Nataša Strižak (Yugoslavia)      |
| 1992 | Duisburg (Alemania)             | Konstantin Sakaev (Rusia)                | Ilaha Kadimova (Azerbaiyán)      |
| 1993 | Bratislava (Eslovaquia)         | Zoltán Almási (Hungría)                  | Ilaha Kadimova (Azerbaiyán)      |
| 1994 | Szeged (Hungría)                | Peter Svidler (Rusia)                    | Inna Gaponenko (Ucrania)         |
| 1995 | Guarapuava (Brasil)             | Robert Kempiński (Polonia)               | Corina Peptan (Rumania)          |
| 1996 | Cala Galdana (España)           | Rafael Leitão (Brasil)                   | Marta Zielińska (Polonia)        |
| 1997 | Yerevan (Armenia)               | Ruslan Ponomariov (Ucrania)              | Rusudan Goletiani (Georgia)      |
| 1998 | Oropesa del Mar (España)        | Nicholas Pert (Reino Unido)              | Ruth Sheldon (Reino Unido)       |
| 1999 | Oropesa del Mar (España)        | Dmitry Kokarev (Rusia)                   | Ramaswamy Aarthie (India)        |
| 2000 | Oropesa del Mar (España)        | Francisco Vallejo Pons (España)          | Zeinab Mamedyarova (Azerbaiyán)  |
| 2001 | Oropesa del Mar (España)        | Dmitry Jakovenko (Rusia)                 | Sopio Gvetadze (Georgia)         |
| 2002 | Heraclión (Grecia)              | Ferenc Berkes (Hungría)                  | Elisabeth Pähtz (Alemania)       |
| 2003 | Halkidiki (Grecia)              | Shakhriyar Mamedyarov (Azerbaiyán)       | Nana Dzagnidze (Georgia)         |
| 2004 | Heraclión (Grecia)              | Radosław Wojtaszek (Polonia)             | Jolanta Zawadzka (Polonia)       |
| 2005 | Belfort (Francia)               | Ildar Khairullin (Rusia)                 | Maka Purtseladze (Georgia)       |
| 2006 | Batumi (Georgia)                | Arik Braun (Alemania)                    | Dronavalli Harika (India)        |
| 2007 | Kemer/Antalya (Turquía)         | Iván Popov (Rusia)                       | Valentina Gunina (Rusia)         |
| 2008 | Vũng Tàu (Vietnam)              | Ivan Šarić (Croacia)                     | Valentina Golubenko (Croacia)    |
| 2009 | Antalya (Turquía)               | Maxim Matlakov (Rusia)                   | Olga Girya (Rusia)               |
| 2010 | Porto Carras (Grecia)           | Steven Zierk (Estados Unidos)            | Narmin Kazimova (Azerbaiyán)     |
| 2011 | Caldas Novas (Brasil)           | Samvel Ter-Sahakyan (Armenia)            | Meri Arabidze (Georgia)          |
| 2012 | Maribor (Eslovenia)             | Dariusz Świercz (Polonia)                | Aleksandra Goryachkina (Rusia)   |
| 2013 | Al-Ain (Emiratos Árabes Unidos) | Pouya Idani (Irán)                       | Lidia Tomnikova (Rusia)          |
| 2014 | Durban (Sudáfrica)              | Olexandr Bortnyk (Ucrania)               | Dinara Saduakassova (Kazajistán) |
| 2015 | Porto Carras (Grecia)           | Masoud Mosadeghpour (Irán)               | M. Mahalakshmi (India)           |
| 2016 | Khanty-Mansiysk (Rusia)         | Manuel Petrosyan (Armenia)               | Stavroula Tsolakidou (Grecia)    |
| 2017 | Montevideo (Uruguay)            | José Eduardo Martínez (Perú)             | Laura Unuk (Eslovenia)           |
| 2018 | Halkidiki (Grecia)              | Viktor Gažík (Eslovaquia)                | Polina Shuvalova (Rusia)         |
| 2019 | Mumbai (India)                  | Rameshbabu Praggnanandhaa (India)        | Polina Shuvalova (Rusia)         |
| 2020 | Online                          | Nihal Sarin (India)                      | Carissa Yip (Estados Unidos)     |
| 2021 | Online                          | Nikolaos Spyropoulos (Grecia)            | Govhar Beydullayeva (Azerbaiyán) |
| 2022 | Mamaia (Rumania)                | Shawn Rodrigue-Lemieux (Canadá)          | Mariam Mkrtchyan (Armenia)       |
| 2023 | Montesilvano (Italia)           | Aleksey Grebnev (Rusia)                  | Ayan Allahverdiyeva (Azerbaiyán) |
| 2024 | Florianópolis (Brasil)          | Aleksey Grebnev (Rusia)                  | Olga Karmanova (Rusia)           |

## Cadetes y ganadores U16

### Cadetes no oficiales U18
| Año  | Ubicación                  | Chicos                        |
| ---- | -------------------------- | ----------------------------- |
| 1974 | Pont St. Maxence (Francia) | Jonathan Mestel (Reino Unido) |
| 1975 | Creil (Francia)            | David Goodman (Reino Unido)   |
| 1976 | Wattignies (Francia)       | Nir Grinberg (Israel)         |

### Cadetes Oficiales U17
| Año  | Ubicación                   | Chicos                             |
| ---- | --------------------------- | ---------------------------------- |
| 1977 | Cagnes-sur-Mer (Francia)    | Jon Arnason (Islandia)             |
| 1978 | Sas van Gent (Países Bajos) | Paul Motwani (Reino Unido)         |
| 1979 | Belfort (Francia)           | Marcelo Javier Tempone (Argentina) |
| 1980 | Le Havre (Francia)          | Valery Salov (Unión Soviética)     |

### U16
| Año  | Ubicación                        | Chicos                                  | Chicas                                 |
| ---- | -------------------------------- | --------------------------------------- | -------------------------------------- |
| 1981 | Embalse (Córdoba) (Argentina)(†) | Stuart Conquest (Reino Unido)           | Susan Polgar (Hungría)                 |
| 1982 | Guayaquil (Ecuador)              | Evgeny Bareev (Unión Soviética)         | no sostenido                           |
| 1983 | Bucaramanga (Colombia)           | Alexey Dreev (Unión Soviética)          | no sostenido                           |
| 1984 | Champigny-sur-Marne (Francia)    | Alexey Dreev (Unión Soviética)          | Ildikó Mádl (Hungría)                  |
| 1985 | Petah Tikva (Israel)             | Eduardo Rojas Sepulveda (Chile)         | Mirjana Marić (Yugoslavia)             |
| 1986 | Río Gallegos (Argentina)         | Vladimir Akopian (Unión Soviética)      | Katrin Aladjova (Bulgaria)             |
| 1987 | Innsbruck (Austria)              | Hannes Stefánsson (Islandia)            | Alisa Galliamova (Unión Soviética)     |
| 1988 | Timișoara (Rumania)              | Alexei Shirov (Unión Soviética)         | Alisa Galliamova (Unión Soviética)     |
| 1989 | Aguadilla (Puerto Rico)          | Sergei Tiviakov (Unión Soviética)       | Krystyna Dąbrowska (Polonia)           |
| 1990 | Singapore (Singapur)             | Konstantin Sakaev (Unión Soviética)     | Tea Lanchava (Unión Soviética)         |
| 1991 | Guarapuava (Brasil)              | Dharshan Kumaran (Reino Unido)          | Nino Khurtsidze (Unión Soviética)      |
| 1992 | Duisburg (Alemania)              | Ronen Har-Zvi (Israel)                  | Almira Skripchenko (Moldavia)          |
| 1993 | Bratislava (Eslovaquia)          | Đào Thiên Hải (Vietnam)                 | Elina Danielian (Armenia)              |
| 1994 | Szeged (Hungría)                 | Peter Leko (Hungría)                    | Natalia Zhukova (Ucrania)              |
| 1995 | Guarapuava (Brasil)              | Hrvoje Stević (Croacia)                 | Rusudan Goletiani (Georgia)            |
| 1996 | Cala Galdana (España)            | Alik Gershon (Israel)                   | Anna Zozulia (Ucrania)                 |
| 1997 | Yerevan (Armenia)                | Levente Vajda (Rumania)                 | Xu Yuanyuan (República Popular China)  |
| 1998 | Oropesa del Mar (España)         | Ibragim Khamrakulov (Uzbekistán)        | Wang Yu (República Popular China)      |
| 1999 | Oropesa del Mar (España)         | Leonid Kritz (Alemania)                 | Sopiko Khukhashvili (Georgia)          |
| 2000 | Oropesa del Mar (España)         | Zviad Izoria (Georgia)                  | Sopiko Khukhashvili (Georgia)          |
| 2001 | Oropesa del Mar (España)         | Konstantine Shanava (Georgia)           | Nana Dzagnidze (Georgia)               |
| 2002 | Heraclión (Grecia)               | Levan Pantsulaia (Georgia)              | Tamara Chistiakova (Rusia)             |
| 2003 | Halkidiki (Grecia)               | Borki Predojević (Bosnia y Herzegovina) | Polina Malysheva (Rusia)               |
| 2004 | Heraclión (Grecia)               | Maxim Rodshtein (Israel)                | Bela Khotenashvili (Georgia)           |
| 2005 | Belfort (Francia)                | Alex Lenderman (Estados Unidos)         | Anna Muzychuk (Eslovenia)              |
| 2006 | Batumi (Georgia)                 | Jacek Tomczak (Polonia)                 | Sopiko Guramishvili (Georgia)          |
| 2007 | Kemer/Antalya (Turquía)          | Ioan-Cristian Chirilă (Rumania)         | Keti Tsatsalashvili (Georgia)          |
| 2008 | Vũng Tàu (Vietnam)               | Baskaran Adhiban (India)                | Nazí Paikidze (Georgia)                |
| 2009 | Antalya (Turquía)                | S. P. Sethuraman (India)                | Deysi Cori[5] (Perú)                   |
| 2010 | Porto Carras (Grecia)            | Kamil Dragun (Polonia)                  | Nastassia Ziaziulkina (Bielorrusia)    |
| 2011 | Caldas Novas (Brasil)            | Jorge Cori[6] (Perú)                    | Nastassia Ziaziulkina (Bielorrusia)    |
| 2012 | Maribor (Eslovenia)              | Urii Eliseev (Rusia)                    | Anna Styazhkina (Rusia)                |
| 2013 | Al-Ain (Emiratos Árabes Unidos)  | Murali Karthikeyan (India)              | Gu Tianlu (República Popular China)    |
| 2014 | Durban (Sudáfrica)               | Alan Pichot (Argentina)                 | Laura Unuk (Eslovenia)                 |
| 2015 | Porto Carras (Grecia)            | Roven Vogel (Alemania)                  | Stavroula Tsolakidou (Grecia)          |
| 2016 | Khanty-Mansiysk (Rusia)          | Haik M. Martirosyan (Armenia)           | Hagawane Aakanksha (India)             |
| 2017 | Montevideo (Uruguay)             | Andrey Esipenko (Rusia)                 | Annie Wang (Estados Unidos)            |
| 2018 | Halkidiki (Grecia)               | Shant Sargsyan (Armenia)                | Annmarie Muetsch (Alemania)            |
| 2019 | Mumbai (India)                   | Rudik Makarian (Rusia)                  | Leya Garifullina (Rusia)               |
| 2020 | Online                           | Frederik Svane (Alemania)               | Rakshitta Ravi (India)                 |
| 2021 | Online                           | Volodar Murzin (Rusia)                  | Xeniya Balabayeva (Kazajistán)         |
| 2022 | Mamaia (Rumania)                 | Pranav Anand[7] (India)                 | Munkhzul Davaakhuu[8] (Mongolia)       |
| 2023 | Montesilvano (Italia)            | Jakub Seemann (Polonia)                 | Wang Chuqiao (República Popular China) |
| 2024 | Florianópolis (Brasil)           | Javier Habans Aguerrea (España)         | Afruza Khamdamova (Uzbekistán)         |
(†) El torneo femenino se llevó a cabo por separado, en Westergate, Inglaterra.

## Ganadores U14

### Copa del Mundo Infantil
| Año  | Ubicación                   | Chicos                                     |
| ---- | --------------------------- | ------------------------------------------ |
| 1979 | Durango (México)            | Miroljub Lazić (Yugoslavia)                |
| 1980 | Mazatlán (México)           | Julio Granda[9] (Perú)                     |
| 1981 | Xalapa (México)             | Saeed Ahmed Saeed (Emiratos Árabes Unidos) |
| 1984 | Lomas de Zamora (Argentina) | Lluís Comas Fabregó (España)               |

### Chicos y Chicas
| Año  | Ubicación                       | Chicos                                | Chicas                                |
| ---- | ------------------------------- | ------------------------------------- | ------------------------------------- |
| 1985 | Lomas de Zamora (Argentina)     | Ilya Gurevich (Estados Unidos)        | Sandra Villegas (Argentina)           |
| 1986 | San Juan (Puerto Rico)          | Joël Lautier (Francia)                | Zsofia Polgar (Hungría)               |
| 1987 | San Juan (Puerto Rico)          | Miroslav Marković (Yugoslavia)        | Cathy Haslinger (Reino Unido)         |
| 1988 | Timișoara (Rumania)             | Eran Liss (Israel)                    | Tea Lanchava (Unión Soviética)        |
| 1989 | Aguadilla (Puerto Rico)         | Veselin Topalov (Bulgaria)            | Anna Segal (Unión Soviética)          |
| 1990 | Fond du Lac (Estados Unidos)    | Judit Polgár (Hungría)                | Diana Darchia (Unión Soviética)       |
| 1991 | Warsaw (Polonia)                | Marcin Kamiński (Polonia)             | Corina Peptan (Rumania)               |
| 1992 | Duisburg (Alemania)             | Jurij Tihonov (Bielorrusia)           | Elina Danielian (Armenia)             |
| 1993 | Bratislava (Eslovaquia)         | Vladímir Malájov (Rusia)              | Ruth Sheldon (Reino Unido)            |
| 1994 | Szeged (Hungría)                | Alik Gershon (Israel)                 | Rusudan Goletiani (Georgia)           |
| 1995 | São Lourenço (Brasil)           | Valeriane Gaprindashvili (Georgia)    | Xu Yuanyuan (República Popular China) |
| 1996 | Cala Galdana (España)           | Gabriel Sargissian (Armenia)          | Wang Yu (República Popular China)     |
| 1997 | Cannes (Francia)                | Sergey Grigoriants (Rusia)            | Ana Matnadze (Georgia)                |
| 1998 | Oropesa del Mar (España)        | Bu Xiangzhi (República Popular China) | Nadezhda Kosintseva (Rusia)           |
| 1999 | Oropesa del Mar (España)        | Zahar Efimenko (Ucrania)              | Zhao Xue (República Popular China)    |
| 2000 | Oropesa del Mar (España)        | Alexander Areshchenko (Ucrania)       | Humpy Koneru (India)                  |
| 2001 | Oropesa del Mar (España)        | Viktor Erdős (Hungría)                | Salome Melia (Georgia)                |
| 2002 | Heraclión (Grecia)              | Luka Lenič (Eslovenia)                | Laura Rogule (Letonia)                |
| 2003 | Halkidiki (Grecia)              | Sergei Zhigalko (Bielorrusia)         | Valentina Gunina (Rusia)              |
| 2004 | Heraclión (Grecia)              | Ildar Khairullin (Rusia)              | Dronavalli Harika (India)             |
| 2005 | Belfort (Francia)               | Lê Quang Liêm (Vietnam)               | Elena Tairova (Rusia)                 |
| 2006 | Batumi (Georgia)                | Vasif Durarbayli (Azerbaiyán)         | Klaudia Kulon (Polonia)               |
| 2007 | Kemer/Antalya (Turquía)         | Sanan Sjugirov (Rusia)                | Nazí Paikidze (Georgia)               |
| 2008 | Vũng Tàu (Vietnam)              | Vidit Gujrathi (India)                | Padmini Rout (India)                  |
| 2009 | Antalya (Turquía)               | Jorge Cori Tello[10] (Perú)           | Marsel Efroimski (Israel)             |
| 2010 | Porto Carras (Grecia)           | Kanan Izzat (Azerbaiyán)              | Dinara Saduakassova (Kazajistán)      |
| 2011 | Caldas Novas (Brasil)           | Kirill Alekseenko (Rusia)             | Aleksandra Goryachkina (Rusia)        |
| 2012 | Maribor (Eslovenia)             | Kayden Troff (Estados Unidos)         | M. Mahalakshmi (India)                |
| 2013 | Al-Ain (Emiratos Árabes Unidos) | Li Di (República Popular China)       | Stavroula Tsolakidou (Grecia)         |
| 2014 | Durban (Sudáfrica)              | Liu Yan (República Popular China)     | Qiyu Zhou (Canadá)                    |
| 2015 | Porto Carras (Grecia)           | Shamsiddin Vokhidov (Uzbekistán)      | R. Vaishali (India)                   |
| 2016 | Khanty-Mansiysk (Rusia)         | Semen Lomasov (Rusia)                 | Zhu Jiner (República Popular China)   |
| 2017 | Montevideo (Uruguay)            | Batsuren Dambasuren (Mongolia)        | Jishitha D (India)                    |
| 2018 | Halkidiki (Grecia)              | Pedro Antonio Gines Esteo (España)    | Ning Kaiyu (República Popular China)  |
| 2019 | Mumbai (India)                  | Aydin Suleymanli (Azerbaiyán)         | Meruert Kamalidenova (Kazajistán)     |
| 2020 | Online                          | Gukesh D (India)                      | Eline Roebers (Países Bajos)          |
| 2021 | Online                          | Ediz Gurel (Turquía)                  | Zsóka Gaál (Hungría)                  |
| 2022 | Mamaia (Rumania)                | Ilamparthi A R[7] (India)             | Zarina Nurgaliyeva[8] (Kazajistán)    |
| 2023 | Montesilvano (Italia)           | Pawel Sowinski (Polonia)              | Afruza Khamdamova (Uzbekistán)        |
| 2024 | Florianópolis (Brasil)          | Patryk Cieslak (Polonia)              | Diana Khafizova (Rusia)               |

## Ganadores U12
| Año  | Ubicación                         | Chicos                                 | Chicas                                   |
| ---- | --------------------------------- | -------------------------------------- | ---------------------------------------- |
| 1986 | San Juan (Puerto Rico)            | Dharshan Kumaran (Reino Unido)         | Dalines Borges (Puerto Rico)             |
| 1987 | San Juan (Puerto Rico)            | Hedinn Steingrimsson (Islandia)        | Yvonne Krawiec (Estados Unidos)          |
| 1988 | Timișoara (Rumania)               | Judit Polgár (Hungría)                 | Zhu Chen (República Popular China)       |
| 1989 | Aguadilla (Puerto Rico)           | Marcin Kamiński (Polonia)              | Diana Darchia (Unión Soviética)          |
| 1990 | Fond du Lac (Estados Unidos)      | Boris Avrukh (Unión Soviética)         | Corina Peptan (Rumania)                  |
| 1991 | Warsaw (Polonia)                  | Rafael Leitão (Brasil)                 | Dalia Blimke (Polonia)                   |
| 1992 | Duisburg (Alemania)               | Giorgi Bakhtadze (Georgia)             | Iweta Radziewicz (Polonia)               |
| 1993 | Bratislava (Eslovaquia)           | Evgeny Shaposhnikov (Rusia)            | Eugenia Chasovnikova (Rusia)             |
| 1994 | Szeged (Hungría)                  | Levon Aronian (Armenia)                | Nguyen Thi Dung (Vietnam)                |
| 1995 | São Lourenço (Brasil)             | Étienne Bacrot (Francia)               | Viktorija Čmilytė (Lituania)             |
| 1996 | Cala Galdana (España)             | Kamil Mitoń (Polonia)                  | Alexandra Kosteniuk (Rusia)              |
| 1997 | Cannes (Francia)                  | Alexander Riazantsev (Rusia)           | Zhao Xue (República Popular China)       |
| 1998 | Oropesa del Mar (España)          | Teimour Radjabov (Azerbaiyán)          | Humpy Koneru (India)                     |
| 1999 | Oropesa del Mar (España)          | Wang Yue (República Popular China)     | Nana Dzagnidze (Georgia)                 |
| 2000 | Oropesa del Mar (España)          | Deep Sengupta (India)                  | Atousa Pourkashiyan (Irán)               |
| 2001 | Oropesa del Mar (España)          | Sergey Karjakin (Ucrania)              | Shen Yang (República Popular China)      |
| 2002 | Heraclión (Grecia)                | Ian Nepomniachtchi (Rusia)             | Tan Zhongyi (República Popular China)    |
| 2003 | Halkidiki (Grecia)                | Wei Chenpeng (República Popular China) | Ding Yixin (República Popular China)     |
| 2004 | Heraclión (Grecia)                | Zhao Nan (República Popular China)     | Klaudia Kulon (Polonia)                  |
| 2005 | Belfort (Francia)                 | Srinath Narayanan (India)              | Meri Arabidze (Georgia)                  |
| 2006 | Batumi (Georgia)                  | Robert Aghasaryan (Armenia)            | Mariam Danelia (Georgia)                 |
| 2007 | Kemer/Antalya (Turquía)           | Daniel Naroditsky (Estados Unidos)     | Marsel Efroimski (Israel)                |
| 2008 | Vũng Tàu (Vietnam)                | Sayantan Das (India)                   | Zhai Mo (República Popular China)        |
| 2009 | Antalya (Turquía)                 | Bobby Cheng (Australia)                | Sarasadat Khademalsharieh (Irán)         |
| 2010 | Porto Carras (Grecia)             | Wei Yi (República Popular China)       | Iulija Osmak (Ucrania)                   |
| 2011 | Caldas Novas (Brasil)             | Karthikeyan Murali (India)             | Zhansaya Abdumalik (Kazajistán)          |
| 2012 | Maribor (Eslovenia)               | Samuel Sevian (Estados Unidos)         | R. Vaishali (India)                      |
| 2013 | Al-Ain (Emiratos Árabes Unidos)   | Aram Hakobyan (Armenia)                | Zhao Shengxin (República Popular China)  |
| 2014 | Durban (Sudáfrica)                | Nguyễn Anh Khôi (Vietnam)              | Jennifer Yu (Estados Unidos)             |
| 2015 | Porto Carras (Grecia)             | Mahammad Muradli (Azerbaiyán)          | Nurgyul Salimova (Bulgaria)              |
| 2016 | Batumi (Georgia)                  | Nikhil Kumar (Estados Unidos)          | Bibisara Assaubayeva (Rusia)             |
| 2017 | Poços de Caldas (Brasil)          | Vincent Tsay (Estados Unidos)          | Divya Deshmukh (India)                   |
| 2018 | Santiago de Compostela (España)   | Gukesh D (India)                       | Savitha Shri B (India)                   |
| 2019 | Weifang (República Popular China) | Zhou Liran (Estados Unidos)            | Galina Mikheeva (Rusia)                  |
| 2020 | Online                            | Dimitar Mardov (Estados Unidos)        | Alice Lee (Estados Unidos)               |
| 2021 | Online                            | Ihor Samunenkov (Ucrania)              | Alice Lee (Estados Unidos)               |
| 2022 | Batumi (Georgia)                  | Artem Uskov[11] (FIDE)                 | Shubhi Gupta[11] (India)                 |
| 2023 | Sharm el-Sheij (Egipto)           | Khuong Duy Dau (Vietnam)               | Devindya Oshini Gunawardhana (Sri Lanka) |

## Ganadores U10
| Año  | Ubicación                         | Chicos                                                | Chicas                                |
| ---- | --------------------------------- | ----------------------------------------------------- | ------------------------------------- |
| 1986 | San Juan (Puerto Rico)            | Jeff Sarwer (Canadá)                                  | Julia Sarwer (Canadá)                 |
| 1987 | San Juan (Puerto Rico)            | John Viloria (Estados Unidos)                         | Suzanna Urminska (Estados Unidos)     |
| 1988 | Timișoara (Rumania)               | John Viloria (Estados Unidos) Horge Hasbun (Honduras) | Corina Peptan (Rumania)               |
| 1989 | Aguadilla (Puerto Rico)           | Irwin Irnandi (Indonesia)                             | Antoaneta Stefanova (Bulgaria)        |
| 1990 | Fond du Lac (Estados Unidos)      | Nawrose Farh Nur (Estados Unidos)                     | Evelyn Moncayo Romero[12] (Ecuador)   |
| 1991 | Warsaw (Polonia)                  | Adrien Leroy (Francia)                                | Carmen Voicu (Rumania)                |
| 1992 | Duisburg (Alemania)               | Luke McShane (Reino Unido)                            | Parvana Ismaïlova (Azerbaiyán)        |
| 1993 | Bratislava (Eslovaquia)           | Étienne Bacrot (Francia)                              | Ana Matnadze (Georgia)                |
| 1994 | Szeged (Hungría)                  | Sergey Grishchenko (Rusia)                            | Svetlana Cherednichenko (Ucrania)     |
| 1995 | São Lourenço (Brasil)             | Boris Grachev (Rusia)                                 | Alina Motoc (Rumania)                 |
| 1996 | Cala Galdana (España)             | Pentala Harikrishna (India)                           | Maria Kursova (Rusia)                 |
| 1997 | Cannes (Francia)                  | Javad Alavi (Irán)                                    | Humpy Koneru (India)                  |
| 1998 | Oropesa del Mar (España)          | Evgeny Romanov (Rusia)                                | Vera Nebolsina (Rusia)                |
| 1999 | Oropesa del Mar (España)          | Dmitri Andreikin (Rusia)                              | Kateryna Lahno (Ucrania)              |
| 2000 | Oropesa del Mar (España)          | Nguyễn Ngọc Trường Sơn (Vietnam)                      | Tan Zhongyi (República Popular China) |
| 2001 | Oropesa del Mar (España)          | Tamas Fodor (Hungría)                                 | Tan Zhongyi (República Popular China) |
| 2002 | Heraclión (Grecia)                | Eltaj Safarli (Azerbaiyán)                            | Lara Stock (Croacia)                  |
| 2003 | Halkidiki (Grecia)                | Sanan Sjugirov (Rusia)                                | Hou Yifan (República Popular China)   |
| 2004 | Heraclión (Grecia)                | Yu Yangyi (República Popular China)                   | Meri Arabidze (Georgia)               |
| 2005 | Belfort (Francia)                 | Sahaj Grover (India)                                  | Wang Jue (República Popular China)    |
| 2006 | Batumi (Georgia)                  | Koushik Girish (India)                                | Choletti Sahajasri (India)            |
| 2007 | Kemer/Antalya (Turquía)           | Wang Tong Sen (República Popular China)               | Anna Styazhkina (Rusia)               |
| 2008 | Vũng Tàu (Vietnam)                | Jan-Krzysztof Duda (Polonia)                          | Aleksandra Goryachkina (Rusia)        |
| 2009 | Antalya (Turquía)                 | Bai Jinshi (República Popular China)                  | Gunay Mammadzada (Azerbaiyán)         |
| 2010 | Porto Carras (Grecia)             | Jason Cao (Canadá)                                    | Nomin-Erdene Davaademberel (Mongolia) |
| 2011 | Caldas Novas (Brasil)             | Zhu Yi (República Popular China)                      | Alexandra Obolentseva (Rusia)         |
| 2012 | Maribor (Eslovenia)               | Nguyễn Anh Khôi (Vietnam)                             | Nutakki Priyanka (India)              |
| 2013 | Al-Ain (Emiratos Árabes Unidos)   | Awonder Liang (Estados Unidos)                        | Saina Salonika (India)                |
| 2014 | Durban (Sudáfrica)                | Nihal Sarin (India)                                   | Divya Deshmukh (India)                |
| 2015 | Porto Carras (Grecia)             | Rameshbabu Praggnanandhaa (India)                     | Ravi Rakshitta (India)                |
| 2016 | Batumi (Georgia)                  | Ilya Makoveev (Rusia)                                 | Rochelle Wu (Estados Unidos)          |
| 2017 | Poços de Caldas (Brasil)          | Zhou Liran (Estados Unidos)                           | Wei Yaqing (República Popular China)  |
| 2018 | Santiago de Compostela (España)   | Jin Yueheng (República Popular China)                 | Samantha Edithso (Indonesia)          |
| 2019 | Weifang (República Popular China) | Savva Vetokhin (Rusia)                                | Alice Lee (Estados Unidos)            |
| 2020 | Online                            | Sina Movahed (Irán)                                   | Omya Vidyarthi (Estados Unidos)       |
| 2021 | Online                            | Kaan Erdogmus Yagiz (Turquía)                         | Diana Preobrazhenskaya (Rusia)        |
| 2022 | Batumi (Georgia)                  | David Lacan Rus[13] (Francia)                         | Nika Venskaya[14] (FIDE)              |
| 2023 | Sharm el-Sheij (Egipto)           | Danis Kuandykuly (Kazajistán)                         | Tianhao Xue (República Popular China) |

## Ganadores U8
| Año  | Ubicación                         | Chicos                                | Chicas                                       |
| ---- | --------------------------------- | ------------------------------------- | -------------------------------------------- |
| 2006 | Batumi (Georgia)                  | Chennamsetti Mohineesh (India)        | Ivana Maria Furtado (India)                  |
| 2007 | Kemer/Antalya (Turquía)           | Konstantin Savenkov (Rusia)           | Ivana Maria Furtado (India)                  |
| 2008 | Vũng Tàu (Vietnam)                | Tran Minh Thang (Vietnam)             | Zhansaya Abdumalik (Kazajistán)              |
| 2009 | Antalya (Turquía)                 | Arian Gholami (Irán)                  | Chu Ruotong (República Popular China)        |
| 2010 | Porto Carras (Grecia)             | Abdulla Gadimbayli (Azerbaiyán)       | Li Yunshan (República Popular China)         |
| 2011 | Caldas Novas (Brasil)             | Awonder Liang (Estados Unidos)        | Bibisara Assaubayeva (Kazajistán)            |
| 2012 | Maribor (Eslovenia)               | Nodirbek Abdusattorov (Uzbekistán)    | Motahare Asadi (Irán)                        |
| 2013 | Al-Ain (Emiratos Árabes Unidos)   | Rameshbabu Praggnanandhaa (India)     | Harmony Zhu (Canadá)                         |
| 2014 | Durban (Sudáfrica)                | Ilya Makoveev (Rusia)                 | Davaakhuu Munkhzul (Mongolia)                |
| 2015 | Porto Carras (Grecia)             | H. Bharath Subramaniyam (India)       | Nguyen Le Cam Hien (Vietnam)                 |
| 2016 | Batumi (Georgia)                  | Shageldi Kurbandurdyew (Turkmenistán) | Aisha Zakirova (Kazajistán)                  |
| 2017 | Poços de Caldas (Brasil)          | Emrikian Aren C (Estados Unidos)      | Alserkal Rouda Essa (Emiratos Árabes Unidos) |
| 2018 | Santiago de Compostela (España)   | Yuvraj Chennareddy (Estados Unidos)   | Zhao Yunqing (República Popular China)       |
| 2019 | Weifang (República Popular China) | Artem S. Lebedev (Rusia)              | Yuan Zhilin (República Popular China)        |
| 2020 | No celebrado                      |                                       |                                              |
| 2021 | No celebrado                      |                                       |                                              |
| 2022 | Batumi (Georgia)                  | Marc Llari[15] (Francia)              | Charvi A[16] (India)                         |
| 2023 | Sharm el-Sheij (Egipto)           | Roman Shogdzhiev (Rusia)              | Bodhana Sivanandan (Reino Unido)             |